# Aurelius Ignaz Fessler
Ignaz Aurelius Fessler, född 18 maj 1756 i Zurndorf i Burgenland, död 15 december 1839 i Sankt Petersburg, var en ungersk historiker.
Fessler var ursprungligen kapucinmunk men övergick senare till protestantismen och hade en skiftande bana som prästman i österrikisk, preussisk och rysk tjänst. Han spelade en tid en framträdande roll som frimurare. Utom historiska romaner, en självbiografi med flera skrifter har Fessler utgett Die Geschichte der Ungern (2:a upplagan 1867-83).